# Dunam
En dunam (alternativt dönüm, dunum, donum) är en osmansk ytenhet, som fortfarande används i många länder som tidigare ingått i Osmanska riket. Ordet dunam kommer från turkiskans dönüm, som i sin tur har sitt ursprung i verbet "vända" (dönmek). Det skulle motsvara den yta en man kan plöja på en dag och definierades som en kvadrat med sidan 40 steg, vilket ledde till lokala variationer. Enheten anses ha kommit från det bysantinska måttet stremma, som hade samma definition och ungefär samma storlek.
Under sen osmansk tid blev en dunam mer noggrant definierad och motsvarade då officiellt 919,3 m², även om lokala varianter fortsatte att existera. Särskilt i Mesopotamien och Arabien motsvarade en dunam en större yta, ofta omkring 2 500 till 4 000 m².
I Jordanien, Israel, Palestina och Libanon används idag metrisk dunam som är exakt 1000 m². Definitionen infördes efter första världskriget då området kom under brittisk och fransk förvaltning. Även i Turkiet används ibland metrisk dunam.
I Nordcypern är en dunam 1 337,8 m² (en kvadrat med sidan 40 yard, det vill säga 1 600 kvadratyard eller 14 400 kvadratfot) och i Irak är den 2 500 m². Andra länder som använder enheten dunam är Libyen, Syrien och länder i före detta Jugoslavien. 
I Grekland används en modern variant av stremma, som har samma definition som en metrisk dunam.

## Konverteringstabell
En metrisk dunam motsvarar:
- 1 000 kvadratmeter
- 10 ar
- 0,1 hektar
- 0,247 engelska tunnland (approximativt)